# آبشار باداگاگارا
آبشار باداگاگارا (به انگلیسی: Badaghagara Waterfall) آبشاری است که در  اوریسا، هند واقع شده و ارتفاع کلی ریزشگاه آن ۶۰ متر (۲۰۰ فوت) است.